# パトリック・ドヴェール
パトリック・ドベール（Patrick Dewaere, 1947年1月26日 - 1982年6月16日）は、フランスの俳優。

## 来歴
フランス・ブルターニュ地域圏コート＝ダルモール県サン＝ブリユー生まれ。母は女優のマド・モラン。
1950年、3歳のときにパトリック・モラン（Patrick Maurin）の芸名でシャイヨ宮国立劇場の舞台を踏む。1951年に子役として映画デビュー。その後、アンリ＝ジョルジュ・クルーゾーの『スパイ』、ジーン・ケリーの『ハッピー・ロード』などに出演した。
1965年、マリ・キュリーを題材にしたテレビドラマにジャック・イジュラン、サビーヌ・オードパンらスターとともに出演して注目されるようになる。これが、ルネ・クレマンの目に留まり、『パリは燃えているか』のレジスタンスの青年役で起用されるが、この時は名前を変えようとしていた時だったこともあり、無記名での出演となった。
1968年、TV版『嵐が丘』のヒースクリフの青年時代を演じるにあたって母方の曾祖母の名Devaëreのスペルを変えてPatrick de Waëreとして出演。その後、カフェ・テアトル運動が台頭し、「カフェ・ド・ラ・ガール」でコリューシュ、アンリ・ギユベ、マルタン・ラモット、ルノー・セシャン、ミウ＝ミウらと演劇を始める。
芸名のスペルがPatrick Dewaereとなったのちは、映画ではジャン＝ポール・ラプノーの『コニャックの男』、クレマンの『パリは霧にぬれて』などに顔を見せるようになり、クロード・ファラルドの問題作『Themroc』にも出演した。
1974年、ミウ＝ミウ、ジェラール・ドパルデューと共演したベルトラン・ブリエの『バルスーズ』で世界的名声を得る。以後、クロード・ミレール、ジョルジュ・ロートネル、マルコ・ベロッキオなどの監督作品に出演し、セザール賞に6回ノミネートされるなどフランス映画界の有望株で将来を最も期待された俳優であったが、1982年にライフル自殺を遂げる。キャリアもうまく行っていた中での突然の自殺で衝撃を与えた。
1974年に女優ミウ＝ミウとの間に儲けた娘アンジェル・エリーは脚本家となった。1979年に別の女性との間に儲けた娘ローラ・ドヴェールは女優となった。
2008年より、フランス映画およびフランス語圏の映画の若い男優に贈られる賞として、パトリック・ドヴェール賞が設立された。これは1981年にルイ・ド・フュネスの先導で設立されたジャン・ギャバン賞が、賞の運営委員会とギャバンの遺族との間で生じた問題により改名したものである。同じく若い女優に贈られるロミー・シュナイダー賞と提携関係にある。

## 主な作品
- コニャックの男 Les Mariés de l'an II (1971)
- パリは霧にぬれて La Maison sous les arbres (1971)
- バルスーズ Les Valseuses (1974)
- リリィ、愛しておくれ Lily, aime-moi (1975) ＊シネクラブ上映
- 麗しのカトリーヌ Catherine et Cie (1975)
- さよなら警察官 Adieu, poulet (1975) ＊セザール賞助演男優賞候補 ＊テレビ放映のみ
- いちばん上手い歩き方 La Meilleure Façon de marcher (1976／クロード・ミレール ＊セザール賞主演男優賞候補 ＊シネクラブ上映
- 凱旋行進 Marcia trionfale (1976／マルコ・ベロッキオ) ＊映画祭上映
- La stanza del vescovo (1977／ディーノ・リージ)
- Le Juge Fayard dit Le Shériff (1977) ＊セザール賞主演男優賞候補
- ハンカチのご用意を Préparez vos mouchoirs (1978)
- L'ingorgo (1978／ルイジ・コメンチーニ)
- セリ・ノワール Série noire (1979／アラン・コルノー) ＊セザール賞主演男優賞候補 ＊シネクラブ上映、DVD発売
- 頭で一発 Coup de tête (1979) ＊TV5MONDE放映
- ぐうたら息子 Un mauvais fils (1980／クロード・ソーテ) ＊セザール賞主演男優賞候補 ＊シネクラブ上映
- Paco l'infaillible (1979／ディディエ・オードパン)
- Psy (1980／フィリップ・ド・ブロカ)
- 海辺のホテルにて Hôtel des Amériques (1981／アンドレ・テシネ)
- Beau-père (1981／ベルトラン・ブリエ) ＊セザール賞主演男優賞候補
- Mille milliards de dollars (1982／アンリ・ヴェルヌイユ)
- Paradis pour tous (1982／アラン・ジェシュア)